# Akiem Hicks
Akiem Jamar Hicks (Elk Grove, 16 novembre 1989) è un giocatore di football americano statunitense che gioca nel ruolo di defensive tackle per i Tampa Bay Buccaneers della National Football League (NFL). Fu scelto nel corso del terzo giro (89º assoluto) del Draft NFL 2012 dai New Orleans Saints. Al college ha giocato a football alla University of Regina.

## Carriera

### New Orleans Saints
Il 27 aprile 2012, Hicks fu scelto nel corso del terzo giro del Draft 2012 dai New Orleans Saints. Nella sua stagione da rookie disputò 14 partite, nessuna delle quali come titolare, mettendo a segno 20 tackle e forzando un fumble.
Nella settimana di debutto della stagione 2013, Hicks mise a segno il suo primo sack in carriera contro gli Atlanta Falcons.

### New England Patriots
Il 30 settembre 2015, Hicks fu scambiato coi New England Patriots in cambio del tight end Michael Hoomanawanui. Il 30 dicembre segnò un touchdown nella vittoria per 33–16 sui Tennessee Titans, dopo avere recuperato un fumble forzato dal compagno Chandler Jones.

### Chicago Bears
Il 13 marzo 2016, Hicks firmò un contratto biennale con i Chicago Bears. Nel tredicesimo turno della stagione 2016 mise a segno 10 tackle, 2 sack e un fumble forzato nella vittoria contro i San Francisco 49ers che gli valsero il premio di miglior difensore della NFC della settimana

### Tampa Bay Buccaneers
Il 2 giugno 2022 Hicks firmò con i Tampa Bay Buccaneers.

## Palmarès
- Convocazioni al Pro Bowl: 1

2018
- Difensore della NFC della settimana: 1

13ª del 2016

## Statistiche
| Partite totali      | 73   |
| Partite da titolare | 45   |
| Tackle              | 179  |
| Sack                | 15,5 |
| Intercetti          | 0    |
| Fumble forzati      | 3    |

Statistiche aggiornate alla settimana 13 della stagione 2016